# Marcel Rodman
Marcel Rodman (Rodine, 25. rujna 1981.) slovenski je profesionalni hokejaš na ledu. Desnoruki je napadač i igra na poziciji desnog krila. Njegov stariji brat David također je hokejaš, a zajedno su nastupali za Acroni Jesenice i Vienna Capitals.

## Karijera
Rodman je karijeru započeo u juniorskom pogonu Jesenica, ali je veći dio juniorske karijere odradio u jednoj od najjačih juniorskih liga na svijetu OHL-u (Ontario Hockey League) za momčad Peterborough Petes. Tijekom dvije sezone igranja u 122 susreta upisao je 53 gola i 55 asistencija. Boston Bruinsi birali su ga na draftu 2001., kao 282. ukupno, u posljednjoj devetoj rundi drafta. Međutim, nikada nije zaigrao u najjačoj hokejaškoj ligi na svijetu NHL-u. Uslijedio je povratak u Jesenice i s njima odigrao solidnu sezonu nastupajući u Interligi i državnom prvenstvu. U EBEL-u je debitirao sezonu kasnije (2002./03.) kada je prešao u austrijski Graz 99ers. Igrao je još i za Krefeld Pinguine u njemačkom DEL-u, nakon čega je uslijedio ponovni povratak u Jesenice, gdje je u tandemu s bratom Marcelom činio jedan od najboljih tandema lige. Njihova odlična suradnja nastavila se u sezoni 2007./08. kada skupa prelaze u Viennu Capitals, ali i sezonu kasnije u Jesenice. Iako su se Jesenice uspješno plasirale u doigravanje, ranim ispadanjem od kasnijih finalista Red Bull Salzburga braćs su na kraju sezone po drugi puta napustila Jesenice.

## Vanjske poveznice
- Profil na The Internet Hockey Database
- Profil na NHL.com